# Cúpula Venus
La Cúpula Venus va ser una sala d'espectacles teatrals i musicals, propera al gènere de cabaret, ubicada en el núm. 27 de les Rambles de Barcelona (dins mateix del Teatre Principal) que va funcionar com a tal entre els anys 1978 i 1986. Durant aquest període hi han desfilar artistes com Christa Leem, Joan Gimeno, Ángel Pavlovsky, Loles León, Ramón Rivero, Pepe Rubianes, Pep Bou, Oriol Tramvia, Núria Feliu, Xus Estruch…

## Espectacles
- 1979. Travessa deserts, original de Carles Reig, a càrrec del col·lectiu Ignasi Iglesias amb direcció de Santiago Sans.
- 1980. No vols tassa? Tassa i mitja, a càrrec del grup Roba Estesa.
- 1980. Legionaria, de Fernando Quiñones, único actor Ramón Rivero.
- 1981. Viatge de nuvis  (cabaret arrevistat), a càrrec de la Trup 69.
- 1982. I Colombaioni (Els pallassos de Fellini).
- 1984. El comisario Jou en el Catch.
- 1985. Nits d'astrologia, hipnosi i mentalisme amb Pere Paulí, Sterel i Babakar Limbo.
- 1985, febrer. Concierto de familia de Carmelo Seyes